# Berniniella tichomirovae
Berniniella tichomirovae är en kvalsterart som först beskrevs av Rjabinin 1974.  Berniniella tichomirovae ingår i släktet Berniniella och familjen Oppiidae. Inga underarter finns listade.